# 1963-as afrikai nemzetek kupája (selejtező)
Az 1963-as afrikai nemzetek kupája selejtezőit 1963. június 1. és 1963. október 6. között játszották le. Etiópia címvédőként, míg Ghána rendezőként automatikusan kijutott a tornára. Uganda visszalépett a selejtezőktől, így a maradék három helyért 6 ország válogatottja mérkőzött.

## Kijutott csapatok
| - Egyiptom - Etiópia (címvédő) - Ghána (rendező) | - Nigéria - Szudán - Tunézia |

## Lebonyolítás
A 8 válogatottat páronként összesorsolták és egyenes kieséses rendszerben oda-vissza megmérkőztek egymással. A párharcok győztesei kijutottak a tornára.

## Selejtezők
| 1. csapat | Össz. | 2. csapat | 1. mérk. | 2. mérk. |
| --------- | ----- | --------- | -------- | -------- |
| Tunézia   | 6–5   | Marokkó   | 4–1      | 2–4      |
| Egyiptom  | w/o   | Uganda    | —        | —        |
| Kenya     | 0–6   | Szudán    | 0–1      | 0–5      |
| Nigéria   | 2–3   | Guinea    | 2–2      | 0–1      |

| 1963. június 16. |

| Tunézia | 4–1 | Marokkó |
| ------- | --- | ------- |
|         |     |         |

| Tunisz |

| 1963. július 2. |

| Marokkó | 4–2 | Tunézia |
| ------- | --- | ------- |
|         |     |         |

| Casablanca |

6–5-ös összesítéssel Tunézia jutott ki a tornára.
|  |

| Egyiptom | Törölve | Uganda |
| -------- | ------- | ------ |
|          |         |        |

|  |

|  |

| Uganda | Törölve | Egyiptom |
| ------ | ------- | -------- |
|        |         |          |

|  |

Uganda visszalépett; Egyiptom jutott ki a tornára.
| 1963. június 1. |

| Kenya | 0–1 | Szudán |
| ----- | --- | ------ |
|       |     |        |

| Nairobi |

| 1963. június 30. |

| Szudán | 5–0 | Kenya |
| ------ | --- | ----- |
|        |     |       |

| Kartúm |

6–0-s összesítéssel Szudán jutott ki a tornára.
| 1963. július 27. |

| Nigéria | 2–2 | Guinea |
| ------- | --- | ------ |
|         |     |        |

| Lagos |

| 1963. október 6. |

| Guinea | 1–0 | Nigéria |
| ------ | --- | ------- |
|        |     |         |

| Conakry |

Guineát kizárták.  Nigéria jutott ki a tornára.